# 邦-塔西伊
邦-塔西伊（法語：Bons-Tassilly，法語發音：[bɔ̃ tasiji] ⓘ）是法国卡尔瓦多斯省的一个市镇，属于卡昂区。该市镇于1854年由邦（Bons）和塔西伊（Tassilly）合并而成。

## 地理
邦-塔西伊（48°57'33"N, 0°13'52"W）面积9.38 平方千米，位于法国诺曼底大区卡爾瓦多斯省，该省份为法国西北部沿海省份，北濒大西洋英吉利海峡，东北与滨海塞纳省以海上边界相接，东临厄尔省，南至奧恩省，西与芒什省接壤。
与邦-塔西伊接壤的市镇（或旧市镇、城区）包括：方丹勒潘、奥朗东、波蒂尼、苏朗日、苏蒙圣康坦、于西、维莱卡尼韦。

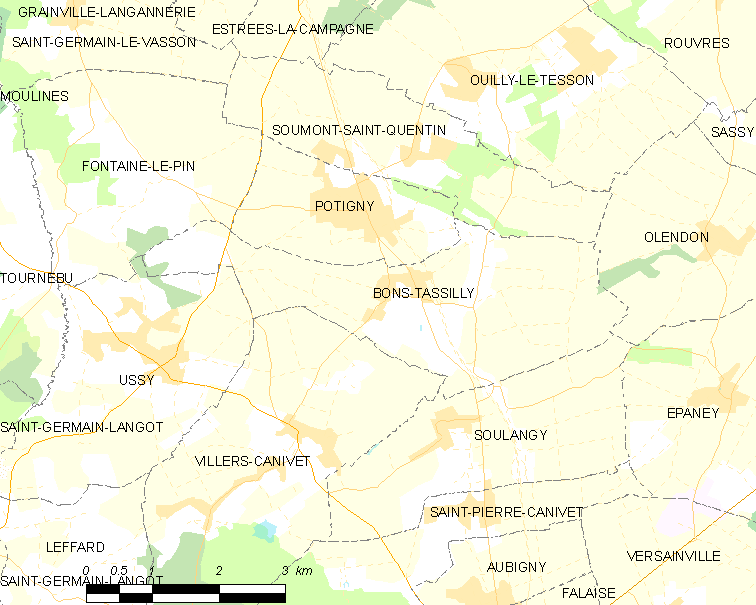
邦-塔西伊的OSM定位图

邦-塔西伊的时区为UTC+01:00、UTC+02:00（夏令时）。

## 行政
邦-塔西伊的邮政编码为14420，INSEE市镇编码为14088。

## 政治
邦-塔西伊所属的省级选区为法莱斯县。

## 人口

1962-2008年间邦-塔西伊人口变化图示

邦-塔西伊于2022年1月1日时的人口数量为392人。